# Club Balattou
Le club Balattou est un bar-spectacle de l'arrondissement du plateau Mont-Royal situé sur le boulevard Saint-Laurent de Montréal (Québec). Fondé en 1987 par Lamine Touré, sa programmation se concentre sur les musiques dites « du monde » et plus spécifiquement sur les musiques d'ascendances africaines.
De nombreux musiciens et groupes renommés s'y sont produits tels que : Tiken Jah Fakoly, Baaba Maal, Papa Wemba, Ismael Lô, Alpha Blondy, Meiway, Tabou Combo, Tété, ou encore Manu Dibang.

## Histoire
Lamine Touré, originaire de la Guinée, arrive à Montréal en 1974 où il fonde deux ans plus tard un bar nommé Café créole destiné à la musique africaine. Ce bar, qui a opéré jusqu'en 1981 est le lieu de rencontre des Africains. 
En 1986, il fonde un nouveau bar nommé le club Balattou, signifiant « bal à tous ». Son objectif est de faire découvrir au public montréalais la culture africaine ainsi que les musiques d'ascendance africaine telles que celles des Antilles ou de l'Amérique centrale et latine, encore relativement peu connues à cette époque au Québec.
Dès ses débuts, le Balattou a permis à des artistes, souvent émergents de la scène montréalaise, de se produire sur scène dans le cadre de concerts hebdomadaires. De nombreux groupes et artistes y ont fait leurs premiers concerts : Boubacar Diabaté, Yaya Diallo, Papa Wemba ou encore le groupe Loketo.
Le club Balattou jouit d'une certaine réputation, étant souvent considéré comme un lieu de production privilégié pour les artistes ascendants de la scène montréalaise, et comme un lieu favorisant le métissage culturel et artistique à Montréal. Certaines chansons sont à ce titre explicitement consacrées à ce lieu.

## Programmation de festivals
Poursuivant son objectif de diffusion des musiques et traditions d'ascendances africaines, antillaises, et sud-américaines, Lamine Touré s'associe avec Suzanne Rousseau et fonde en juillet 1987 le festival international Nuits d'Afrique dont la première édition se déroule au Balattou. Le club a longtemps été la principale salle de concerts de ce festival et demeure à ce jour prépondérant dans le cadre de sa programmation.
Le festival de musiques du Maghreb ainsi que le tremplin musical Syli d'or de la musique du monde se déroulent également en majorité au club Balattou.